# Eulophia euglossa
Espèce
Eulophia euglossa est une espèce d'orchidées du genre Eulophia originaire d'Afrique tropicale.